# Ralph Morgan
Ralph Morgan est un acteur américain, de son vrai nom Raphael Kuhner Wuppermann, né le 6 juillet 1883 à New York (État de New York, États-Unis), où il est mort le 11 juin 1956.

## Biographie
Ralph Morgan débute au théâtre et se produit à Broadway entre 1909 et 1952, dans des pièces (notamment A Weak Woman en 1926, aux côtés de son frère cadet, Frank Morgan) et deux comédies musicales. Au cinéma, il apparaît de 1915 à 1952 (mentionnons L'Imposteur en 1944, avec Jean Gabin), tournant principalement durant la période du parlant — il joue dans seulement six films muets, le dernier en 1925 —. Enfin, de 1951 à 1953, il participe pour la télévision à deux séries.
Il est le père de l'actrice Claudia Morgan (en) (1911-1974).
Une étoile lui est dédiée sur le Walk of Fame d'Hollywood Boulevard.

## Filmographie partielle
- 1915 : The Man Trail (non crédité) d'E. H. Calvert
- 1915 : The Master of the House de Joseph A. Golden
- 1916 : Madame X (titre original) de George F. Marion
- 1917 : The Penny Philanthropist de Guy McConnell
- 1919 : The Mite of Love de George Terwilliger (court métrage)
- 1925 : The Man who found himself d'Alfred E. Green
- 1931 : Honor Among Lovers de Dorothy Arzner
- 1932 : Dance Team de Sidney Lanfield
- 1932 : Charlie Chan's Chance de John G. Blystone : Barry Kirk
- 1932 : Cheaters at Play d'Hamilton MacFadden
- 1932 : Dans la nuit des pagodes (The Son-Daughter) de Clarence Brown
- 1932 : Raspoutine et l'Impératrice (Rasputin And The Empress) de Richard Boleslawski
- 1932 : Devil's Lottery de Sam Taylor
- 1932 : Strange Interlude de Robert Z. Leonard
- 1932 : Dance Team de Sidney Lanfield
- 1932 : Disorderly Conduct de John W. Considine Jr.
- 1933 : Humanity de John Francis Dillon
- 1933 : Trick for Trick (en) d'Hamilton MacFadden

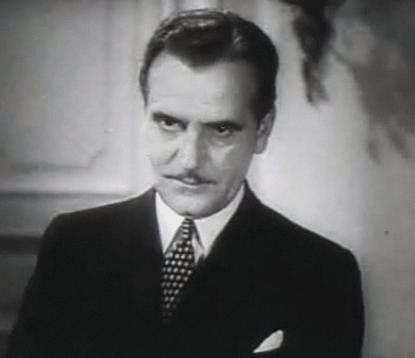
Ralph Morgan dans Meurtre au chenil (1933).

- 1933 : Meurtre au chenil (The Kennel Murder Case) de Michael Curtiz
- 1933 : Doctor Bull de John Ford
- 1933 : Shanghai Madness de John G. Blystone
- 1933 : The Power and the Glory de William K. Howard
- 1933 : Walls of Gold (en) de Kenneth MacKenna
- 1933 : Tha Mad Game de Irving Cummings
- 1934 : Orient-Express de Paul Martin
- 1934 : The Last Gentleman de Sidney Lanfield
- 1934 : Little Men de Phil Rosen
- 1934 : Comme les grands (No Greater Glory) de Frank Borzage
- 1934 : Le Ministère des amusements (Stand Up and Cheer!) de Hamilton MacFadden
- 1934 : Their Big Moment de James Cruze
- 1934 : She Was a Lady d'Hamilton MacFadden
- 1934 : Cœurs meurtris  (A Girl of the Limberlost) de Christy Cabanne
- 1934 : Transatlantic Merry go Round de Benjamin Stoloff
- 1934 : Hell in the Heavens de John G. Blystone
- 1935 : The Unwelcome Stranger de Phil Rosen
- 1935 : L'Étoile de minuit (Star of Midnight) de Stephen Roberts
- 1935 : Calm Yourself de George B. Seitz
- 1935 : Condemned to Live (en) de Frank R. Strayer
- 1935 : Le Secret magnifique (Magnificent Obsession) de John M. Stahl
- 1936 : Muss 'Em Up de Charles Vidor
- 1936 : Mon ex-femme détective (The Ex-Mrs. Bradford) de Stephen Roberts
- 1936 : Cargaison humaine (Human Cargo) d'Allan Dwan
- 1936 : Speed d'Edwin L. Marin
- 1936 : Anthony Adverse de Mervyn LeRoy
- 1936 : Little Miss Nobody de John G. Blystone
- 1936 : Yellowstone de Arthur Lubin
- 1936 : General Spanky de Gordon Douglas
- 1936 : Crack up de Malcolm St. Clair
- 1937 : The Outer Gate de Raymond Cannon
- 1937 : The Man in Blue de Milton Carruth
- 1937 : Exclusive d'Alexander Hall
- 1937 : Mannequin (titre original) de Frank Borzage
- 1937 : That's my Story de Sidney Salkow
- 1937 : La Vie d'Émile Zola (The Life of Emile Zola) de William Dieterle
- 1937 : Wells Fargo de Frank Lloyd
- 1938 : Love Is a Headache de Richard Thorpe
- 1938 : Femmes délaissées  (Wives Under Suspicion) de James Whale
- 1938 : Mother Carey's Chickens de Rowland V. Lee
- 1938 : Barefoot Boy (en) de Karl Brown
- 1938 : Army Girl de George Nicholls Jr.
- 1938 : Shadows over Shanghai de Charles Lamont
- 1938 : Out West with the Hardys de George B. Seitz
- 1938 : Deux Camarades (Orphans of the Street) de John H. Auer
- 1939 : L'Empreinte du loup solitaire (The Lone Wolf Spy Hunt) de Peter Godfrey
- 1939 : Man of Conquest de George Nichols Jr.
- 1939 : Mon mari conduit l'enquête (Fast and Loose) d'Edwin L. Marin
- 1939 : Trapped in the Sky de Lewis D. Collins
- 1939 : Way Down South de Leslie Goodwins
- 1939 : Smuggled Cargo de John H. Auer
- 1940 : Geronimo de Paul Sloane
- 1940 : Forty Little Mothers de Busby Berkeley
- 1940 : I'm Still Alive (en) d'Irving Reis
- 1942 : Klondike Fury de William K. Howard
- 1943 : Hitler's Madman de Douglas Sirk
- 1943 : La Vie aventureuse de Jack London (Jack London) d'Alfred Santell
- 1944 : Enemy of Women d'Alfred Zeisler
- 1944 : Le Suicide du Professeur X (Weird Woman) de Reginald Le Borg
- 1944 : L'Imposteur (The Impostor ou Strange Confession) de Julien Duvivier
- 1945 : Notre cher amour (This Love of Ours) de William Dieterle
- 1947 : Meurtre en musique (Song of the Thin Man) d'Edward Buzzell
- 1947 : J'accuse cette femme (Mr. District Attorney) de Robert B. Sinclair
- 1948 : The Creeper de Jean Yarbrough
- 1948 : L'Homme aux lunettes d'écaille (Sleep, my Love) de Douglas Sirk
- 1950 : Blue Grass of Kentucky de William Beaudine
- 1951 : Heart of the Rookies de William Witney
- 1952 : Gold Fever de Leslie Goodwins

## Théâtre (à Broadway)
(pièces, sauf mention contraire)
- 1909 : The Bachelor de Clyde Fitch
- 1912 : The Master of the House d'Edgar James, avec Pedro de Cordoba (adaptation au cinéma en 1915 : voir filmographie ci-dessus)
- 1913 : The Girl and the Pennant de Rida Johnson Young et Christy Mathewson, avec Tully Marshall
- 1914-1915 : Under Cover de Roi Cooper Megrue, avec DeWitt Jennings, Lucile Watson
- 1915 : A Full House de Fred Jackson
- 1915 : Our Children de Louis K. Anspacher
- 1915 : Fair and Warmer d'Avery Hopwood
- 1918-1921 : Lightnin' de Winchell Smith et Frank Bacon, avec Harry Davenport, Jason Robards Sr. (en remplacement de Ralph Morgan)
- 1919 : The Five Million de Guy Bolton et Frank Mandel, avec James Gleason
- 1919-1920 : Buddies, comédie musicale, musique et lyrics de B.C. Hilliam, livret de George V. Hobart
- 1921 : The Poppy God de Leon Gordon, Leroy Clements et Thomas Grant Springer, avec Wallace Ford
- 1922 : The National Anthem de J. Hartley Manners
- 1923 : In Love with Love de Vincent Lawrence, avec Berton Churchill, Lynn Fontanne, Henry Hull
- 1924 : Cobra de Martin Brown, avec Louis Calhern
- 1925 : The Dagger de Marian Whigtman, avec Charles Richman
- 1925 : The Jokker d'Arthur Goodrich et W.F. Payson
- 1926 : Une faible femme (A Weak Woman) de Jacques Deval, adaptée par Ernest Boyd, avec Frank Morgan
- 1927 : Dawn the Tears de William Gaston
- 1927 : The Woman of Bronze d'Henry Kistemaeckers et Eugene Delard, adaptée par Paul Kester, avec Pedro de Cordoba
- 1927 : Romancin' Round de Conrad Westervelt
- 1927 : Take my Advice de J.C. et Elliott Nugent, avec Gene Raymond, Raymond Walburn
- 1928 : The Clutching Claw de Ralph Thomas Kettering
- 1930 : Sweet Stranger de Frank Mitchell Dazey et Agnes Christine Johnston
- 1940 : Fledgling de Charles Chilton et Philip Lewis
- 1942 : Lune noire (The Moon is down), adaptation du roman éponyme de John Steinbeck, mise en scène de Chester Erskine, avec Lyle Bettger, Russell Collins, Otto Kruger, Joseph Sweeney
- 1946 : This, too, shall pass de (et mise en scène par) Don Appell
- 1952 : Three Wishes for Jaimie, comédie musicale, musique et lyrics de Ralph Blane, livret de Charles O'Neal et Abe Burrows, avec Royal Dano